# Minori Chihara Live 2011 "SUMMER CAMP 3"
『Minori Chihara Live 2011 "SUMMER CAMP 3"』（ミノリ チハラ ライブ にせんじゅういち サマーキャンプ スリー）は、2011年8月5日から8月7日まで河口湖ステラシアターで開催された茅原実里の3度目の野外ライブ。またその模様を収録した映像作品。

## 概要
2009年8月1日、8月2日に開催された『Minori Chihara Live 2009 "SUMMER CAMP"』から通算3回目の野外ライブ。茅原のコンサートでは初の3日連続でのコンサートとなった。本ライブの発表は、2011年5月2日にZepp Tokyoで開催された『Minori Chihara Live Tour 2011 〜Key for Defection〜』の東京公演で発表された。
本ライブでも『Minori Chihara Live 2009 "SUMMER CAMP"』から実施されているSUMMER CAMP専用バスツアー「Voyager bus みのり号」が新宿、名古屋、新大阪からそれぞれ運航された。同バスツアーの特典として、限定ブロマイドの配布、本ライブのリハーサルで撮影したメッセージビデオ、2011年2月23日に発売された『Minori Chihara Live 2010 "SUMMER CAMP 2" Live DVD』がバス内で上映が行われた。
茅原実里と富士急行のコラボレーション企画『茅原実里×富士急行 "SUMMER CAMP3" 開催記念企画』としてコンサート開催期間中の2012年8月5日から8月7日まで間、富士急行線普通車両のオリジナルヘッドマーク掲出、車両内の広告を全て"SUMMER CAMP3"関連の物にしたトレインジャック企画『特別編成「みのり編成」』、河口湖駅構内発着ナレーション、車内観光放送を茅原が担当する企画が行われた。
2012年7月6日に発売された12枚目のシングル「Planet patrol」に収録されている「purest note 〜あたたかい音」のPVを製作する企画が行われ、会場外ブースにPV撮影用カメラが設置され、同カメラで撮影した映像とライブ本編、舞台裏で撮影された映像を編集したPVが製作された。なお、同PVは2011年8月19日にYouTube、ニコニコ動画のランティスのオフィシャルチャンネル『Lantisちゃんねる』から配信された。
本ライブでは茅原も太鼓演奏としてオープニング、一部のInstrumentalで参加している。また、8月5日の声のゲストとして小野大輔が出演した。
『Minori Chihara Live 2009 "SUMMER CAMP"』から毎回行っているカバーコーナーは、事前にオフィシャルサイトでリクエストされた上位曲を歌うという試みが行われた。なお、リクエストされたT.M.Revolutionの「HIGH PRESSURE」は普段からカラオケで歌っていたと茅原は語っている。
この3のみ、同年発生した東日本大震災に伴う電力不足に対応するため開演時間を繰り上げて15:00となり、日中での開催となった。翌2012年の4は再び17:00開演に戻った。

## 出演
| 名前           | 担当         |
| -------------- | ------------ |
| 茅原実里       | Vocal、Drums |
| 須藤賢一       | Keyboards    |
| 山本直哉       | Bass         |
| 岩田ガンタ康彦 | Drums        |
| 室屋光一郎     | Violin       |
| 加藤大祐       | Guitar       |
| 田場恵美子     | Drums        |

## 開催日時・会場
| 公演数 | 開催日       | 会場                 |
| ------ | ------------ | -------------------- |
| 01     | 2011年8月5日 | 河口湖ステラシアター |
| 02     | 2011年8月6日 | 河口湖ステラシアター |
| 03     | 2011年8月7日 | 河口湖ステラシアター |

## セットリスト
|                  | 8月5日                             | 8月6日                             | 8月7日                             |
| ---------------- | ---------------------------------- | ---------------------------------- | ---------------------------------- |
| 01               | Planet patrol                      | Planet patrol                      | Planet patrol                      |
| 02               | 蒼い孤島                           | too late? not late...              | 愛とナイフ                         |
| 03               | Perfect energy                     | Perfect energy                     | Perfect energy                     |
| 04               | 書きかけのDestiny                  | 書きかけのDestiny                  | 書きかけのDestiny                  |
| 05               | 純白サンクチュアリィ               | 純白サンクチュアリィ               | 純白サンクチュアリィ               |
| 06               | そのとき僕は髪飾りを買う           | everlasting...                     | そのとき僕は髪飾りを買う           |
| 07               | ポニーテールとシュシュ             | HOT LIMIT                          | 夏祭り                             |
| 08               | 少年時代                           | secret base 〜君がくれたもの〜     | HIGH PRESSURE                      |
| 09               | ミュージック・アワー               | 夏色                               | ふたりの愛ランド                   |
| 10               | Lush march!!                       | Lush march!!                       | Lush march!!                       |
| 11               | 赤い棘のギルティ                   | 赤い棘のギルティ                   | 赤い棘のギルティ                   |
| 12               | Defection                          | Defection                          | Defection                          |
| 13               | Paradise Lost                      | Paradise Lost                      | Paradise Lost                      |
| 14               | KEY FOR LIFE                       | KEY FOR LIFE                       | KEY FOR LIFE                       |
| 15               | Voyager train                      | Prism in the name of hope          | Prism in the name of hope          |
| 16               | Best mark smile                    | Best mark smile                    | Best mark smile                    |
| 17               | Freedom Dreamer                    | Freedom Dreamer                    | Freedom Dreamer                    |
| アンコール       |                                    |                                    |                                    |
| 18               | ステラステージ                     | ステラステージ                     | ステラステージ                     |
| 19               | purest note 〜あたたかい音         | purest note 〜あたたかい音         | purest note 〜あたたかい音         |
| 20               | 詩人の旅                           | Tomorrow's chance                  | Contact 13th                       |
| 21               | SUMMER CARNIVAL 〜みのりんサンバ〜 | SUMMER CARNIVAL 〜みのりんサンバ〜 | SUMMER CARNIVAL 〜みのりんサンバ〜 |
| ダブルアンコール |                                    |                                    |                                    |
| 22               | みのりん音頭                       | みのりん音頭                       | みのりん音頭                       |

## Blu-ray Disc
茅原のライブ映像作品としては5作目、映像作品全体では9作目の作品。茅原のライブ映像作品では初のBlu-ray Discのみの発売となった。
2012年7月2日にLantis OFFICIAL WEB SHOPから発売された。また、2012年4月7日から5月27日まで開催された『アニメロミックス Presents Minori Chihara Live Tour 2012 〜D-Formation〜 supported by JOYSOUND×UGA』、2012年6月16日、6月17日に開催された『アニメロミックス Presents Minori Chihara Live 2012 supported by JOYSOUND×UGA ULTRA-Formation/PARTY-Formation』で販売された。
48ページのフォトブックが同梱されている。また、コンサート会場購入特典としてオリジナル収納祭りハードケースが同梱された。

### 収録内容
| 01               | OPENING                            |
| 02               | Planet patrol                      |
| 03               | MC-1                               |
| 04               | 愛とナイフ                         |
| 05               | Perfect energy                     |
| 06               | MC-2                               |
| 07               | 書きかけのDestiny                  |
| 08               | 純白サンクチュアリィ               |
| 09               | そのとき僕は髪飾りを買う           |
| 10               | Instrumental 〜和太鼓 Session〜    |
| 11               | MC-3 〜メンバー紹介〜              |
| 12               | 夏祭り                             |
| 13               | MC-4                               |
| 14               | HIGH PRESSURE                      |
| 15               | MC-5                               |
| 16               | ふたりの愛ランド                   |
| 17               | Lush march!!                       |
| 18               | 赤い棘のギルティ                   |
| 19               | Defection                          |
| 20               | Paradise Lost                      |
| 21               | MC-6                               |
| 22               | KEY FOR LIFE                       |
| 23               | Prism in the name of hope          |
| 24               | Best mark smile                    |
| 25               | Freedom Dreamer                    |
| アンコール       |                                    |
| 26               | ステラステージ                     |
| 27               | MC-7                               |
| 28               | purest note 〜あたたかい音         |
| 29               | MC-8                               |
| 30               | Contact 13th                       |
| 31               | MC-9                               |
| 32               | SUMMER CARNIVAL 〜みのりんサンバ〜 |
| ダブルアンコール |                                    |
| 33               | みのりん音頭                       |
| 34               | ENDING                             |

## 会場限定CD
本ライブの会場限定で発売されたシングル。DVDが同梱されており、表題曲「みのりん音頭」の振付映像が収録されている。また、同映像は2012年4月4日に発売された自身4作目のミュージッククリップDVD『Message 04』に収録されている。振付は西田一生（西田プロジェクト）が担当。
収録曲
1. みのりん音頭
作詞：畑亜貴、作曲：俊龍、編曲：須藤賢一
2. みのりん音頭（カラオケ）

DVD
1. みのりん音頭振付映像